# Calle de San Agustín (Segovia)
La calle de San Agustín es una vía pública de la ciudad española de Segovia.

## Descripción
La vía nace de la plaza de Guevara y discurre hasta desembocar en la del Conde de Cheste. Ha sido, a lo largo de los años, sede de periódicos como El Adelantado de Segovia y El Reformista de Segovia, así como de la sociedad cultural La Unión, que luego se mudó a la calle de Juan Bravo. Aparece descrita la vía en Las calles de Segovia (1918) de Mariano Sáez y Romero con las siguientes palabras:

San Agustín.—Parte de la plazuela de Guevara y llega hasta la del Conde de Cheste. Se llama así por la mutilida iglesia de San Agustín, cuyos restos aún se descubren hacia la mitad de la calle, lastimosamente derribados sus muros y bóveda y ocupada parte de la calle con piedras procedentes del derribo [...] A su lado, en lo que fué convento, ha habido algunos años cuartel de infantería, para las fuerzas de la Zona de reclutamiento y de la Reserva de la provincia. Es una calle de las mejores de Segovia, con casas de la Ciudad antigua, hermosas portadas, amplios patios, escudos heráldicos, espaciosa vía por donde suben los carruajes que desde el Azoguejo se dirigen a la Plaza Mayor. Existía antes en esta calle una pequeña capilla sin importancia, dedicada a la Concepción de la Virgen. La casa número 3 es la casa que fué colegio de teólgoso de San Ildefonso, dándose allí la clase de esta enseñanza antes de su instalación en el Seminario Conciliar. En el comienzo de la calle se denomina un fuerte torreón rebajado, se admira en la esquina de la calle de San Román una portada de anchas dovelas y otras varias casas se ven en la calle también de airosas proporciones. En esta calle se halla el periódico El Adelantado de Segovia, único diario después de la desaparición del Diario de Avisos. Es continuación del semanario El Adelantado, de brillante historia y bien escrito, que en 1.º de enero de 1880 empezó a publicar D. Antonio de Ochoa y suspendido en abril del 81, reapareció nuevamente al comenzar el año 1882, dirigiéndole, después de la muerte de su fundador, su hermano D. Rafael, poeta brillantísimo. En otra casa de esta calle salió en 5 de enero de 1888 El Reformista de Segovia, periódico semanal que dirigió D. Lope de la Calle, abogado, director del Instituto y diputado provincial, un trabajador infatigable, que murió en noviembre de 1917; periódico que luego fué substituído por La Legalidad, que siguió publicándose bastantes años. Al final de la calle está el llamado palacio de Uceda, que es hoy Diputación provincial, buen edificio para el destino que tiene, de sólida construcción y aparentes distribución y decorado en sus habitaciones. En esta casa de la Diputación estuvo instalada la culta sociedad La Unión, círculo de recreo de la buena clase segoviana y que, como decía un escritor hace muchos años, no se notaba en sus salones que faltasen las comodidades y buen trato de los círculos de las poblaciones populosas. Se abrió La Unión en 1.º de enero de 1844 y allí siguió hasta su traslado al local que hoy ocupa en la calle de Juan Bravo.
(Sáez y Romero, 1918, pp. 149-151)